# Селезнёв, Виталий Евдокимович
Виталий Евдокимович Селезнёв (20 августа 1939 — 27 января 2020) — советский и украинский актёр, театральный режиссёр, драматург, поэт, главный режиссёр Винницкого музыкально-драматического театра им. Н. Садовского (1986—2016). Заслуженный артист Украинской ССР. Народный артист Украины (1993). Награждён Почётной грамотой Кабинета Министров Украины за весомые творческие достижения, личный вклад в развитие театрального искусства и по случаю 60-летия со дня рождения (1999).

## Биография
Виталий Селезнёв родился 20 августа 1939 года на Харьковщине в городе Изюм, окончил актёрский факультет Харьковского театрального института в 1961 году (у И. Марьяненко).
Винницкий режиссёр Фёдор Трегуб пригласил его в труппу Винницкого театра имени Н. К. Садовского.
Здесь с 1961 года начал свою карьеру, где проработал вплоть до выхода на пенсию в 2016 году.
В 1973 окончил режиссёрский факультет Киевского театрального института (В. Харченко). С того же года — режиссёр Винницкого государственного академического музыкально-драматического театра имени Н. Садовского, с 1986 по 2016 годы — главный режиссёр.
Жил с семьёй в городе Виннице.

## Произведения
Автор пьес и сборников, в том числе:
- «София Потоцкая»
- «Чёрный дипломат, или Живой покойник» (1996)
- «Осенняя мелодия»
- «Смертельный трюк»
- «Неоконченная история»

Имел 2 изданных сборника драматических и стихотворных произведений, готовится к печати третий.

## Спектакли
Виталий Селезнёв создал почти 100 спектаклей, среди них:
- «София Потоцкая» (автор)
- «Мирандолина» К. Гольдони
- «Двенадцатая ночь» У. Шекспира
- «Плаха» Ч. Айтматова
- «Здравствуйте, наши папы» Р. Отколенко
- «Поминальная молитва» Шолом Алейхема
- «Каменный хозяин» Леси Украинки
- «Баядера». Кальмана
- «Ревизор» Н. Гоголя
- «Безумный день, или Женитьба Фигаро» Бомарше
- «Жажда экстрима» А. Крыма
- «Маруся Чурай» по Лине Костенко
- «Мазепа» Б. Лепкого
- «Маленький принц» по А. де Сент-Экзюпери
- «Черный дипломат или Живой покойник» (1996) — автор
- «Осенняя мелодия» (автор)
- «Бравый солдат Швейк» В. Лукашова
- «Анна Каренина»
- «Осень в Вероне»
- «Смертельный трюк» (автор)
- «Неоконченная история» (автор)
- «Майская ночь» по Н. Гоголю

Ежегодно по его руководством и авторством ставились несколько новых премьер.